# Robert Elmecker
Robert Elmecker (* 25. September 1942 in Summerau; † 21. Juli 1997 in Linz) war ein österreichischer Politiker (SPÖ) und Hauptschuldirektor. Elmecker war von 1979 bis 1997 Abgeordneter zum österreichischen Nationalrat.

## Leben
Elmecker besuchte von 1948 bis 1952 die Volksschule und im Anschluss bis 1957 die Hauptschule. Danach wechselte er an die Lehrerbildungsanstalt, die er 1963 mit der Matura abschloss. Elmecker war von 1963 bis 1969 als Volksschullehrer und danach bis 1976 als Hauptschullehrer beschäftigt und übernahm 1971 das Amt des Hauptschuldirektors. Zwischen 1976 und 1979 war er freigestelltes Mitglied des Zentralausschusses für Pflichtschullehrer Oberösterreich.
Elmecker engagierte sich in der Lokalpolitik und war von 1973 bis 1979 Mitglied des Gemeinderates der Marktgemeinde Windhaag bei Freistadt sowie Mitglied des Gemeindevorstandes. Zudem war Elmecker von 1968 bis 1978 Ortsparteivorsitzender der SPÖ Windhaag. 1979 wechselte er nach Freistadt und wurde in den Gemeinderat gewählt, dem er bis 1987 angehörte. Ab 1979 vertrat Elmecker die SPÖ im Stadtrat von Freistadt und hatte die Funktion des Bezirksparteivorsitzenden der SPÖ Freistadt inne, zwischen 1967 und 1979 fungierte er zudem als Bezirksobmann des Sozialistischen Lehrervereins Österreichs und war Vorsitzender-Stellvertreter der Gewerkschaft Öffentlicher Dienst in der Landessektion Pflichtschullehrer. Er vertrat die SPÖ vom 5. Juni 1979 bis zum 30. April 1997 im Nationalrat. Elmecker musste sein Nationalratsmandat auf Grund eines Gehirntumores zurücklegen, an dem er kurze Zeit später verstarb. Sein Grab befindet sich am Freistädter Friedhof, im neuen Teil. Er war langjähriger Obmann des Innenausschusses und Sicherheitssprecher des SPÖ-Parlamentsklubs.

## Auszeichnungen
- 1987: Großes Silbernes Ehrenzeichen für Verdienste um die Republik Österreich[4]
- 1997: Großes Goldenes Ehrenzeichen für Verdienste um die Republik Österreich[5]